# Dārziņi
Dārziņi est un voisinage de la banlieue de Latgale à Riga en Lettonie.

## Géographie
Le quartier de Dārziņi est situé à la périphérie sud-est de Riga, entre la voie ferrée en direction de l'Ogre et le fleuve Daugava. 
Dārziņi est limitrophe du quartier de Rumbula et dans la partie nord-est du quartier, elle borde la paroisse Stopiņu du district de Ropaži et dans les parties sud-est, sud et Ouest avec le district de Salaspils. 
Les limites du quartier de Darziņi sont Maskavas iela, la ligne allant de Maskavas iela au Daugava, le Daugava et la limite de la ville.
La superficie totale de Dārziņi est de 4,348 km2 soit environ 20% de moins que la superficie moyenne des quartiers de Riga. La longueur du périmètre du quartier est de 10 827 mètres.
Dārziņi est une zone de maisons individuelles. 
Dans la partie sud se trouvent la centrale hydroélectrique de Riga.

## Transports
- Bus: 	 15, 18, 31
- Trolleybus:
- Trains: Dārziņi est traversé par la ligne ferroviaire de Riga à Daugavpils (lv).